# Willem de Bruin
Willem de Bruin (Noordeinde, 10 mei 1985), kortweg Willem, ook bekend als Willy, is een Nederlands rapper en acteur uit Amsterdam.
Willem vormde van 2004 tot 2014 samen met zijn jeugdvriend Big2 het rapduo The Opposites, waar hij grote hits als Slapeloze nachten, Sukkel voor de liefde en Dom, lomp en famous mee wist te behalen. Samen brengen ze vier albums uit, staan ze op grote festivals als Lowlands en Pinkpop en winnen ze de Popprijs 2013. In 2014 gaan ze uit elkaar, waarna Willem in een ernstige persoonlijke crisis belandt. Uit deze moeilijke periode komt het album Man in Nood voort, dat in 2018 het licht ziet.

## Biografie

### Jeugd
Willem de Bruin heeft een Hollandse moeder en een Curaçaose vader. Hij groeide op in het Noord-Hollandse dorpje Noordeinde, waar hij moeite had met het feit dat hij een van de weinige kinderen was met een donkere huidskleur.

### 2005-14: The Opposites

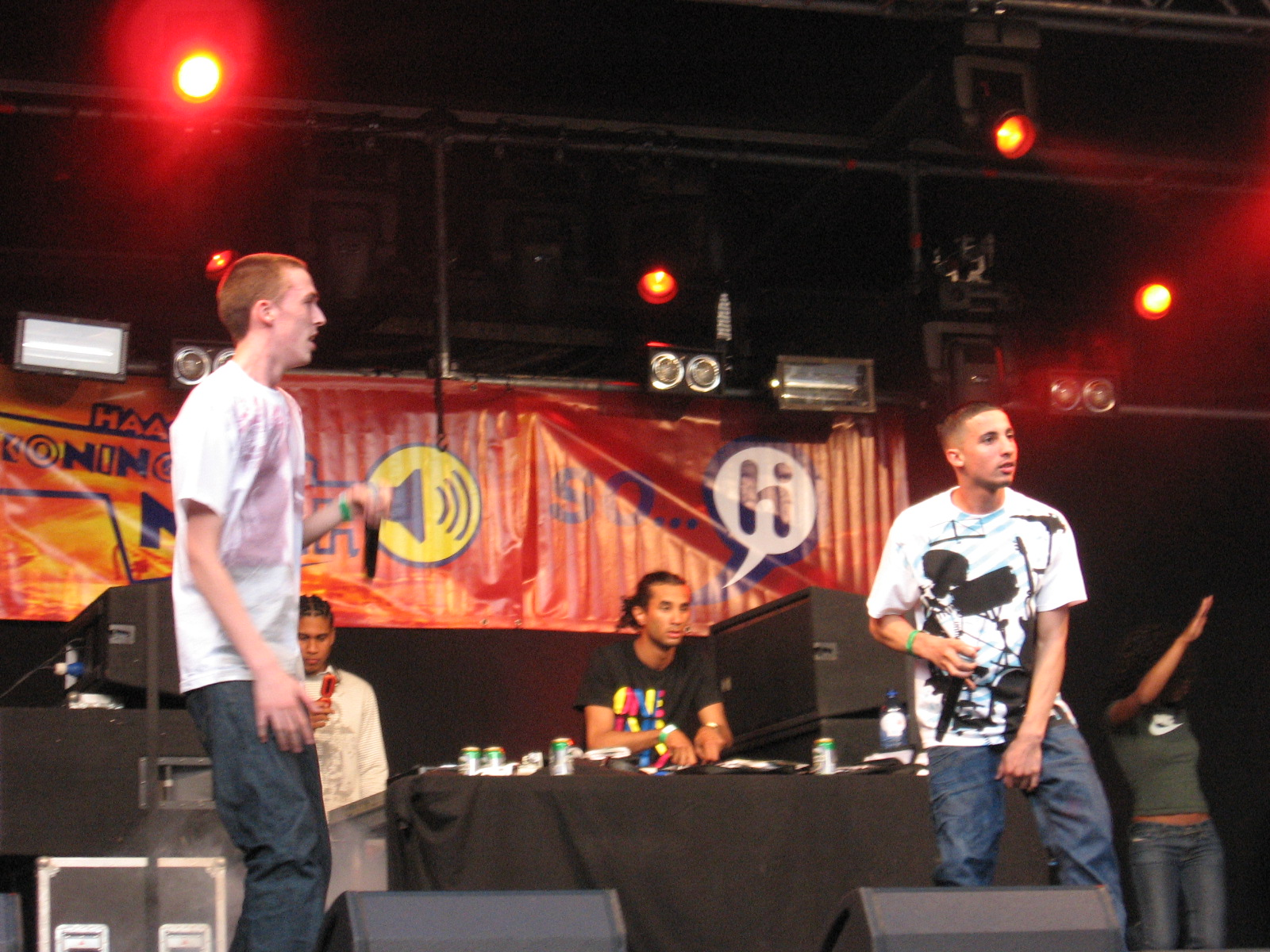
The Opposites in 2007

### 2014-18: Persoonlijke crisis
Na het uiteenvallen van het rapduo The Opposites belandde De Bruin in een ernstige persoonlijke crisis. Zo werd hij onverwachts vader en wist hij niet hoe hij zijn carrière moest voortzetten. Hij probeerde vergeefs een soloalbum te maken in de stijl van The Opposites, maar belandde in een zwart gat. Het werd een tijd van depressie, paniekaanvallen, geldproblemen en zelfs gedachten over zelfdoding.
In deze tijd bleef hij muziek maken, wat hij zag als zelftherapie. Het juiste resultaat wist hij echter, naar zijn mening, niet te behalen. Vriend en collega-rapper Sef wist hem te overtuigen om naar zijn gevoelige kant te luisteren, wat later de basis werd van zijn album.

### 2018: Terugkeer metMan in Nood
Eind 2018 maakte hij een nieuwe artistieke start en bracht het album Man in nood uit, dat gaat over de moeilijke periode van Willem na The Opposites. De albumpresentatie was in Klaproos in Amsterdam-Noord. Het album wordt goed ontvangen, waarna hij onder andere een show geeft in de Amsterdamse Melkweg, op Lowlands 2019 staat en zijn tour eindigt in het Koninklijk Theater Carré te Amsterdam.

## NPO 3FM interview
In februari 2024 had dj Vera Siemons voor radiostation NPO 3FM binnen haar YouTube-serie Vera & een uitgebreid interview met Willem.

## Discografie

### Albums
| Album       | Verschijnen     | Label     | Hitlijsten | Hitlijsten | Hitlijsten | Hitlijsten | Opmerkingen |
| Album       | Verschijnen     | Label     | BE (VL)    | BE (VL)    | NL         | NL         | Opmerkingen |
| Album       | Verschijnen     | Label     | Piek       | Weken      | Piek       | Weken      | Opmerkingen |
| ----------- | --------------- | --------- | ---------- | ---------- | ---------- | ---------- | ----------- |
| Man in nood | 26 oktober 2018 | Top Notch | —          | —          | 6          | 15         | Studioalbum |

### Singles
| Jaar | Titel                                                        | Album                                    |
| ---- | ------------------------------------------------------------ | ---------------------------------------- |
| 2004 | Nokkie (met Negativ)                                         | D-Men - De Straatremixes Deel 3          |
| 2008 | Blijf Branden (met Dio)                                      | Dio - De Tijdmachine Mixtape             |
| 2008 | Tijd is geweest (met Dio)                                    | Dio - Rock & Roll                        |
| 2008 | Hier ver vandaan (met Kempi)                                 | Kempi - Du zoon                          |
| 2009 | Dikke tieten (met Kempi, M-Bizz, R.Kay, Sef, RBDjan & Manny) | Kempi - Du evolutie van 'n nigga         |
| 2009 | Pille in je bek                                              | DJ Promo - Boombox op duizend            |
| 2009 | Straight outta Beemster                                      | DJ Promo - Boombox op duizend            |
| 2010 | Miss Piggy (met Faberyayo)                                   | Faberyayo & Vic Crezée - Het grote gedoe |
| 2012 | Haat liefde (met Dio)                                        | Dio - Benjamin Braafs festival           |
| 2013 | Hoe laat (met Adje)                                          | Adje - Vossig                            |
| 2014 | Party alert (met Dio)                                        | Dio - Radio                              |
| 2014 | Lekker niet (met Faberyayo)                                  | Faberyayo - Nacht                        |
| 2014 | Dans met mij (met Gers Pardoel)                              | Gers Pardoel - De toekomst is van ons    |
| 2014 | Portemonnee (met Idaly)                                      | Reverse - Retro                          |
| 2015 | Van god los (met Dio)                                        | Dio - De man                             |
| 2015 | Repeat (met Sef)                                             | Sef - In kleur                           |
| 2015 | Ik doe niet aan gezeik (met Idaly & Faberyayo)               | Vic Crezée - White boy wasted            |
| 2016 | Ik wil Nikes (met Kempi)                                     | Kempi & The Alchemist - Rap 'N glorie    |
| 2017 | Relax jezelf (met Sef)                                       | Sef - Excusez moi                        |
| 2020 | El Salvador (met Sef)                                        | Sef - El Salvador                        |

#### Hitnoteringen
| Lied                            | Verschijnen       | Album                                     | Hitlijsten | Hitlijsten | Hitlijsten  | Hitlijsten  | Hitlijsten   | Hitlijsten   | Opmerkingen       |
| Lied                            | Verschijnen       | Album                                     | BE (VL)    | BE (VL)    | NL (Top 40) | NL (Top 40) | NL (Top 100) | NL (Top 100) | Opmerkingen       |
| Lied                            | Verschijnen       | Album                                     | Piek       | Weken      | Piek        | Weken       | Piek         | Weken        | Opmerkingen       |
| ------------------------------- | ----------------- | ----------------------------------------- | ---------- | ---------- | ----------- | ----------- | ------------ | ------------ | ----------------- |
| Dans met mij (met Gers Pardoel) | 22 september 2014 | De toekomst is van ons (van Gers Pardoel) | tip56      | —          | tip16       | —           | —            | —            |                   |
| Houten pak                      | 26 oktober 2018   | Man in nood                               | tip        | —          | —           | —           | —            | —            |                   |
| Wilde paarden                   | 26 oktober 2018   | Man in nood                               | —          | —          | —           | —           | —            | —            | 3FM Megahit       |
| Oase (met $hirak, Idaly en KA)  | 4 november 2021   | Talou (van $hirak)                        | —          | —          | —           | —           | 40           | 5            | Goud in Nederland |
| Je verdient beter (met KA)      | 18 november 2022  | Rechlezz (van KA)                         | —          | —          | tip6        | —           | 18           | 4            | Goud in Nederland |

## Filmografie

### Acteur
Film
- Catacombe (2018)[7]
- Passage (2015)[8]

Tv-serie
- Van God Los (2013)

### Tv-carrière
Vanaf 2009 presenteerde hij voor TMF, waar hij direct begon met twee eigen shows: Willy de Stad Uit en Best of TMF. Ook presenteerde hij de TMF Beach Battle en hij was samen met Saar Koningsberger te zien in het programma Het Leukste Dorp Van Nederland.